# Bruce Venture
Garrett Don Couto, más conocido por su nombre artístico Bruce Venture (13 de noviembre de 1985), es un actor pornográfico estadounidense.
Como el mencionó hace tiempo, el nombre "Bruce" se derivó del nombre de su perro y de que principalmente por ser él un seguidor de Bruce Lee, y "Venture" vino del nombre de la escuela a la cual iba en el área de Bahía. En 2013, fue el protagonista de su primera película monográfica titulada Bruce Venture has a Big Dick de la productora Digital Sin.
Venture también apareció en muchas películas para adultos en sus primeros años y actualmente aparece en otras más.

## Nominaciones
- 2012 Premios AVN – Mejor Actor Masculino[2]
- 2012 Premios XRCO – Nuevo Semental[3]
- 2013 Premios AVN – Intérprete Masculino del Año[4]
- 2013 Premio XBIZ – Mejor Escena – Vignette Liberación (My Sister’s Hot Friend 25) con Jessie Voltio[5]
- 2014 Premios AVN – Mejor Escena de Chica/Chico (La Inocencia de Juventud 5) con Adriana Chechik[6]
- 2015 Premio XBIZ – Escena Mejor –  (Puro Vol. 1, Airerose Diversión) con Kacy Camino[7]
- 2015 Premios AVN – Escena de Chica/Chico (Silueta, Películas de Novias) con A.J. Applegate[8]